# Alexandre Besson
Alexandre Besson (Amancey, 15 de mayo de 1758-Amancey, 29 de marzo de 1826) fue un político francés,

## Biografía
Su padre fue molinero en Amancey.
Estudió derecho, lo que le llevó a ser abogado y luego notario en Ornans y Amancey. Se embarcó en la política y comenzó como Consejero General de Doubs, luego fue diputado de 1791 a 1799. Se sentó en la mayoría en la Asamblea Legislativa Nacional (Revolución Francesa) y luego a la Montaña bajo la Convención. Fue nombrado administrador del departamento de Doubs, miembro de la Legislativa, de la Convención y del Consejo de los Quinientos. No ocupó ningún cargo en el Consulado y el Imperio y fue condenado al exilio en 1816 por haber votado a favor de la muerte de Luis XVI. Para escapar de los registros policiales, se esconde en Amancey.
Durante la Revolución francesa, sus enemigos sospecharon que se había enriquecido vendiendo muebles de Versalles y Rambouillet. Durante el mismo período, adquirió muchas propiedades en Franche-Comté. Es administrador de los Bosques Nacionales y Salinas. Al mismo tiempo, se interesó por la industria y las finanzas, tomando el control de la Migette fábrica de loza, algunas empresas metalúrgicas y una fábrica de vidrio en París. En 1804 obtuvo la Grand-Denis concesión que explotó hasta su muerte en 1826.